# Wegkapelle Brunn (Geisenfeld)

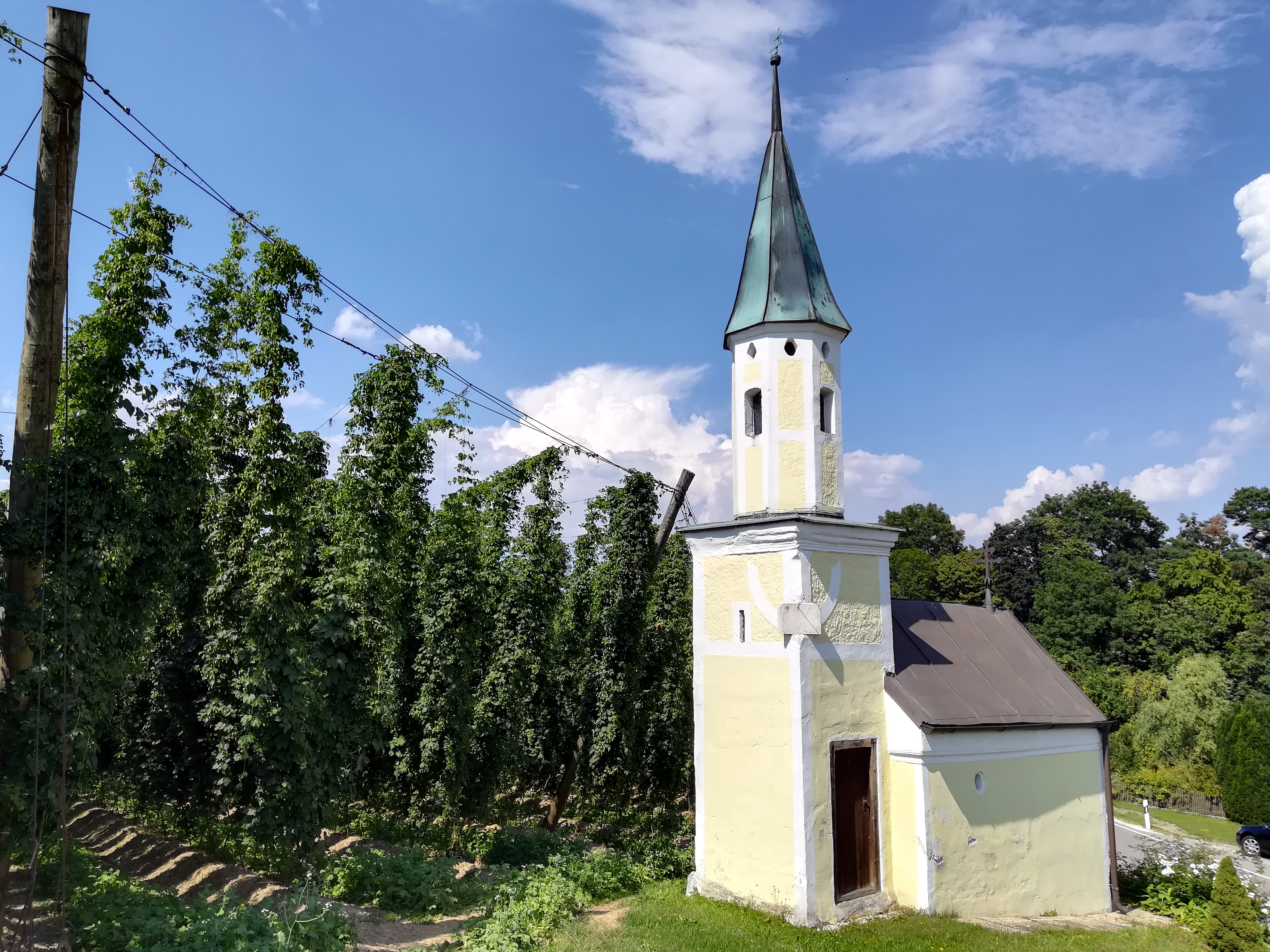
Wegkapelle in Brunn

Die Wegkapelle in Brunn, einem Gemeindeteil von Geisenfeld im oberbayerischen Landkreis Pfaffenhofen an der Ilm, wurde 1829 errichtet. Die Wegkapelle an der Bucherstraße 33 gehört zu den geschützten Baudenkmälern in Bayern.
Der verputzte Satteldachbau besitzt einen rückseitigen Turm mit eingezogenem Oktogon und Spitzhelm, der 1930 angebaut wurde.